# Toyota Motor Manufacturing Texas
Toyota Motor Manufacturing, Texas, Inc. (TMMTX) ist ein Automobil- und Motorenhersteller mit Sitz in San Antonio, Texas (USA). Es ist eine 100%ige Tochtergesellschaft von Toyota.

## Geschichte

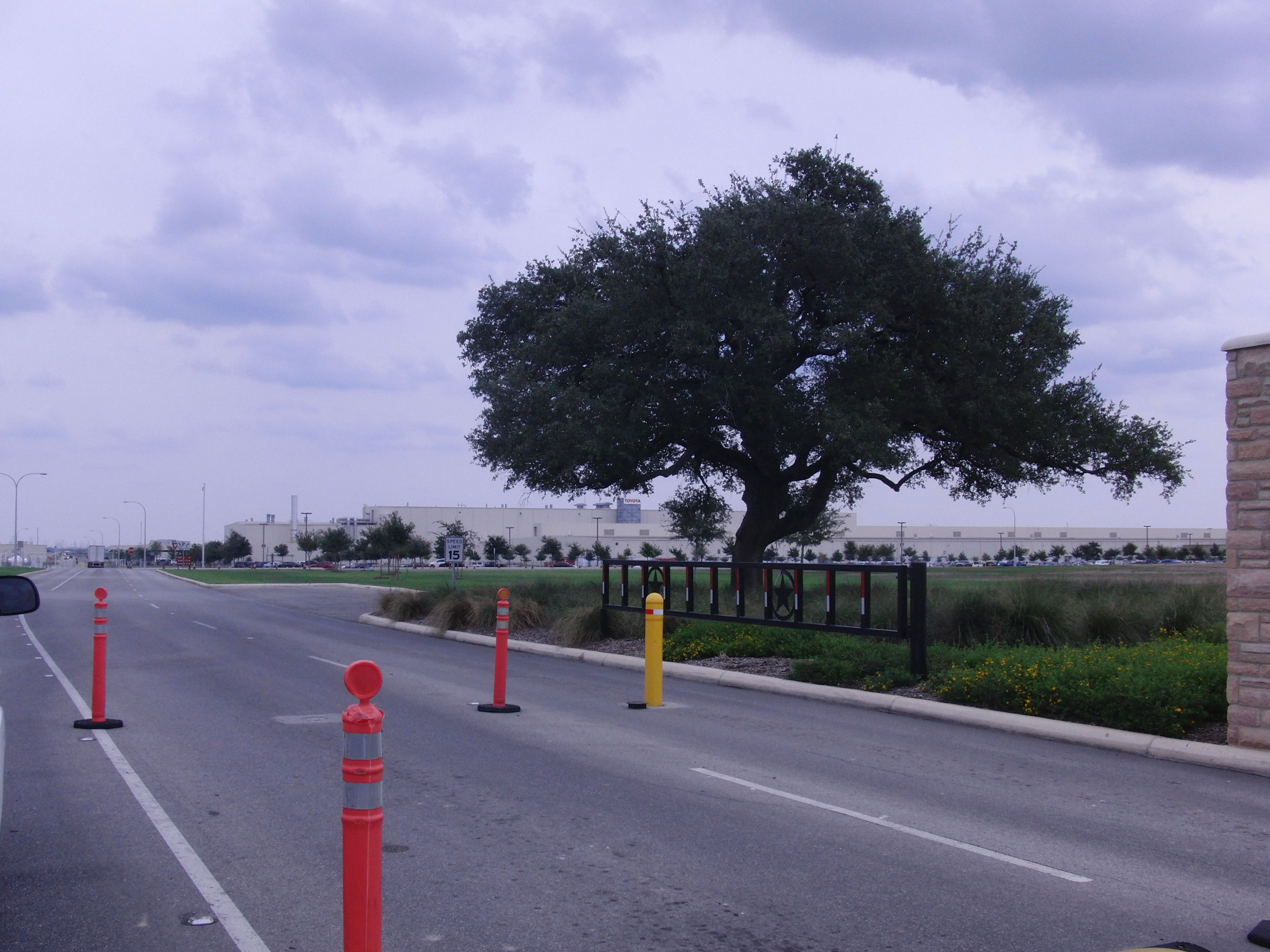
Blick auf das Werk

Die Standortentscheidung für San Antonio wurde durch verschiedene Zusagen der bundesstaatlichen und örtlichen Behörden begünstigt. Im Jahr 2003 erwarb Toyota die JLC Ranch, die auf den jungen kanarischen Kolonisten Juan Ignacio de Casanova zurückzuführen ist. Im November 2006 begann die Produktion.
Das Werk war zunächst nicht ausgelastet, profitierte aber erheblich vom Rückzug Toyotas aus dem Joint Venture NUMMI in Kalifornien und der anschließenden Verlagerung der Produktion nach Texas. So stieg die Anzahl der Beschäftigen von rund 1800 (2009) über 2866 (Ende 2011) auf 3100 (2016). Die Mitarbeiter wurden im Jahr 2008 um ein Drittel besser bezahlt als vergleichbare örtliche Arbeitnehmer.
Im Jahr 2011 wurden 149.000 Fahrzeuge produziert. Die theoretische Kapazität beträgt 200.000 Stück.

## Modelle
Die beiden einzigen Modelle sind der Toyota Tundra (seit 2006, seit 2008 ausschließlich hier) und der Toyota Tacoma (seit Juli 2010, übertragen von NUMMI).